# Скаларии
Скалариите (Pterophyllum) са род лъчеперки от семейство Цихлиди (Cichlidae). Включва три вида, разпространени в басейните на реките Амазонка, Ориноко и Есекибо в Южна Америка. Отглеждат се като декоративни рибки.
Отглеждат се лесно в големи аквариуми. Рибките са всеядни, хранят се както с жива, така и с растителна храна. За размножаването е добре да се вземат 4-5 млади скаларии, защото индивидите си избират партньор. Териториални са, затова често навлизат в конфликт с други риби, навлезли в територията им.
Полът на скалариите не е лесен за определяне – нямат изразен полов диморфизъм. Хвърлянето на хайвер става със смяна на вода и добавяне на прясна такава. Двойката почиства листо на широколистно растение и женската хвърля хайвера. След оплождането е препоръчително добавянето на трипафлавин - той предпазва от появата на гъбички и отмирането на хайвера. След 2 дни малките се излюпват, а родителите ги пренасят на друг лист, докато личинките не започнат да плуват. Захранват се с артемия.

## Видове
- Pterophyllum altum
- Pterophyllum leopoldi
- Pterophyllum scalare